# Alóbroges
Los alóbroges (en latín, Allobroges) fueron una belicosa tribu celta de la Galia ubicados entre el río Ródano y el lago de Ginebra en lo que posteriormente serían Saboya, el Delfinado y el Vivarais. Sus ciudades estaban en zonas de lo que hoy son Lyon, Saint-Étienne y Grenoble y el moderno departamento de Isère y en la moderna Suiza. Su capital fue la Vienne actual.
La primera referencia documental a los alóbroges se encuentra en el historiador griego Polibio en 150-130 a. C. Narra cómo se resistieron sin éxito a Aníbal cuando este cruzó los Alpes en el año 218 a. C.

## Relaciones con los romanos
Los alóbroges eran famosos por sus guerreros, su riqueza y la importancia del trigo.[cita requerida] Controlaban la mayor parte del valle del Ródano y varios importantes pasos de montaña hacia Italia, como la Via Agrippa.[cita requerida]
En 123 a. C. los alóbroges ampararon al rey Tuto-Mótulo de la tribu saluvia que Roma había conquistado y rechazó entregárselo. Roma les declaró la guerra y marcharon contra ellos. El 8 de agosto del año 121 a. C. las legiones de Quinto Fabio Máximo los derrotó y los forzó a someterse; así obtuvo Máximo su apodo de Allobrogicus.[cita requerida]
Los alóbroges además tuvieron un papel bastante importante al decidir frustrar la segunda conspiración de Catilina del año 63 a. C., un intento de fomentar la guerra civil por toda Italia y al mismo tiempo quemar Roma.[cita requerida] Era una trama para expulsar a las élites romanas de la alta política y los plebeyos militares relacionados con su causa. Los conspiradores cometieron el error de intentar reclutar a los alóbroges a través de sus embajadores, que estaban en Roma mientras se tramaba la conspiración. Puesto que la delegación alóbroge se encontraba en Roma buscando alivio de la opresión de su gobernador romano, uno de los conspiradores de Catilina, Léntulo Sura ordenó a Publio Umbreno, un hombre de negocios con tratos en la Galia, que les ofreciera liberarlos de sus desgracias, esto es, del opresivo yugo de su gobernador, si se unían a la conspiración de Catilina contra Roma.[cita requerida] La conspiración fue revelada a los alóbroges, pero sus legados informaron al entonces cónsul, Cicerón. Este ordenó a los delegados alóbroges que obtuvieran pruebas tangibles de la conspiración. Pensando que estaban ganando aliados, cinco de los principales conspiradores escribieron cartas a los alóbroges de manera que los enviados pudieran enseñar a su pueblo que había esperanza en una auténtica conspiración. Sin embargo, estas cartas fueron interceptadas en lugar de ir a la Galia.[cita requerida] Entonces Cicerón hizo que se leyeran las cartas incriminatorias en el Senado al día siguiente, en la primera de sus Catilinarias. Al malograrse de esta manera la conjura, no pudo funcionar correctamente su intrincado plan, y sus cabecillas fueron acorralados bastante rápidamente o se sacrificaron ellos mismos principalmente en batallas campales mal preparadas que tuvieron lugar alrededor de Roma.
A pesar de su lealtad en dicho episodio, se rebelaron poco después por sí mismos. En el año 61 a. C. su jefe Catugnato se rebeló pero Gayo Pomptino los derrotó en Solonium.[cita requerida] Luego, de nuevo leales, los guerreros alóbroges se unieron a Julio César durante la conquista de la Galia.[cita requerida]
Una generación más tarde, el emperador Augusto colocó a los alóbroges en la región de la Galia Narbonense y después en la Galia Vienense. Bajo el Imperio romano, Vienne creció y para el año 100 a. C. Tácito la describió como «histórica e impresionante».[cita requerida] Las excavaciones arqueológicas han revelado amplios almacenes. Recaudaban el peaje del tráfico que pasaba por la Via Agrippa y otras calzadas romanas.

## Religión
Es notable, ante todo, que sus deidades no eran representadas. De las termas «Palacio de los Espejos» en Saint-Romain-en-Gal, al otro lado del río de la moderna Vienne, pero parte de la antigua Vienne, proviene una estatua de la diosa tutelar de Vienne. Al noreste de Vienne, al norte del moderno Grenoble, hay un gran santuario curativo en lo que hoy es Aix-les-Bains (el nombre indica que esta función continuó durante un tiempo). Estaba dedicado a un dios galo curativo meridional, Barvos, y no a Apolo como podría esperarse de un pueblo tan romanizado. 